# Ana Lovrin
Ana Lovrin (ur. 2 grudnia 1953 w Zagrzebiu) – chorwacka polityk, prawniczka i działaczka samorządowa, deputowana, w latach 2004–2005 burmistrz Zadaru, od 2006 do 2008 minister sprawiedliwości.

## Życiorys
W 1977 ukończyła studia prawnicze na Uniwersytecie w Zagrzebiu. Pracowała jako prawniczka m.in. w administracji portu lotniczego Zadar. W 1993 wstąpiła do Chorwackiej Wspólnoty Demokratycznej. W tym samym roku zatrudniona w administracji miejskiej Zadaru. Była sekretarzem miasta, od 2001 zastępczynią burmistrza Božidara Kalmety, a następnie w latach 2004–2005 burmistrzem tej miejscowości. Po odejściu z tego stanowiska do 2006 wchodziła jeszcze w skład władz miejskich.
W 2003 i 2007 wybierana do Zgromadzenia Chorwackiego V i VI kadencji. Mandat wykonywała faktycznie w latach 2005–2006 i 2008–2011. Od lutego 2006 do października 2008 pełniła funkcję ministra sprawiedliwości w dwóch rządach, którymi kierował Ivo Sanader. W latach 2011–2013 zasiadała w parlamencie VIII kadencji, w którym czasowo zastępowała innego deputowanego.
W 2015 powołana na wiceprzewodniczącą chorwackiej państwowej komisji wyborczej (DIP).